# Clavularia borealis
Clavularia borealis is een zachte koraalsoort uit de familie Clavulariidae. De koraalsoort komt uit het geslacht Clavularia. Clavularia borealis werd in 1883 voor het eerst wetenschappelijk beschreven door Koren & Danielsen. 